# Wind River (filme)
Wind River (bra: Terra Selvagem; prt: Wind River) é um filme de drama estadunidense de 2017 dirigido e escrito por Taylor Sheridan. Protagonizado por Jeremy Renner e Elizabeth Olsen, estreou no Festival de Cannes 2017, no qual competiu para Un certain regard. No Brasil, foi lançado nos cinemas pela California Filmes em 2 de novembro de 2017. Sheridan disse que escreveu o filme para aumentar a conscientização sobre a questão do alto número de mulheres indígenas que são estupradas e assassinadas, dentro e fora das reservas

## Elenco
- Jeremy Renner - Cory Lambert
- Elizabeth Olsen - Jane Banner
- Gil Birmingham - Martin Hanson
- Jon Bernthal - Matt
- Julia Jones - Wilma Lambert
- Kelsey Chow - Natalie Hanson
- Graham Greene - Ben
- Martin Sensmeier - Chip Hanson
- James Jordan - Pete Mickens
- Eric Lange - Dr. Whitehurst
- Ian Bohen - Evan
- Hugh Dillon - Curtis
- Matthew Del Negro - Dillon
- Teo Briones - Casey Lambert
- Tantoo Cardinal - Sra. Hanson

## Produção
Segundo Sheridan, ele se inspirou para escrever este filme porque conheceu as "milhares de histórias reais como esta": referindo-se ao elevado número de mulheres indígenas vítimas de agressão sexual e/ou assassinato. Ele escreveu e dirigiu o filme para tornar mais pessoas cientes desse problema.
O filme é a terceira parcela da trilogia de Taylor Sheridan da "fronteira americana moderna", sendo a primeira Sicario em 2015, e Hell or High Water no ano seguinte. As gravações do filme começaram em 12 de março de 2016, em Utah e durou até 25 de abril de 2016.

## Recepção
No site do agregador de críticas Rotten Tomatoes, o filme tem uma taxa de aprovação de 88% com base em 249 comentários dos críticos. O consenso crítico do site diz: "Wind River atrai os espectadores para um mistério guiado pelos personagens com uma escrita inteligente, um elenco forte e um cenário habilmente renderizado que entrega o arrepio prometido por seu título." No Metacritic, o filme tem uma pontuação média ponderada de 73 de 100, com base em 44 críticos, indicando "avaliações geralmente favoráveis". O público entrevistado pela PostTrak deu ao filme uma pontuação geral positiva de 90% e uma "recomendação definitiva" de 70%.